# Cercanías di Cadice
La Cercanías di Cadice (in spagnolo Cercanías Cádiz) è un servizio ferroviario suburbano gestito dalla RENFE. Collega le città spagnole di Cadice e Jerez de la Frontera.

## Strutturazione del servizio
La rete si compone essenzialmente di una linea, denominata C-1, lungo il percorso Cadice–Aeropuerto de Jerez, per un totale di 58 km; ad essa si aggiunge la breve diramazione C-2 fra Las Aletas e Universidad che consente il collegamento verso l'Università di Cadice.

## Storia
La cronistoria della rete comprende i seguenti passaggi:
- 31 dicembre 1984: inaugurazione delle Cercanías con il primo tratto di 48 km tra la stazione di Cadice e la stazione di Jerez de la Frontera
- 1992: apertura della stazione San Fernando
- 1998: apertura della stazione Cortadura
- 2000-2001: interramento di una tratta per permettere alla rete di raggiungere la zona nuova di Cadice
- 2004: inizio dei lavori di duplicazione della linea
- 2005: inaugurazione della linea C1a con l'apertura di due stazioni: Las Aletas e Campus de Puerto Real. Nello stesso anno, nella Baia Sud iniziano i lavori di ristrutturazione
- 2006: inizio dei lavori di costruzione della stazione El Puerto de Santa María
- 2007: inizio dei lavori di ristrutturazione della stazione San Fernando
- 28 giugno 2007: apertura della variante nella tratta tra Jerez de la Frontera e El Puerto de Santa María
- 28 settembre 2007: cambio nome della stazione di Bahía Sur, che assume quello di San Fernando-Bahía Sur
- 23 ottobre 2008: inizio dei lavori di costruzione della stazione Aeropuerto de Jerez de la Frontera
- 2010: ristrutturazione della stazione San Fernando, che assume il nome di San Fernando-Centro
- 7 settembre 2011: inaugurazione della stazione Aeropuerto de Jerez de la Frontera

## Lavori previsti
La linea Cadice-Siviglia, sulla quale circolano i treni della linea C-1, è interessata da lavori di adattamento alla circolazione di treni ad alta velocità, con l'adozione di traversine polivalenti per il futuro adattamento allo scartamento ordinario. Tale processo implica la necessità di realizzare alcune varianti di tracciato alla rete di cercanías di Cadice nella tratta fino a Bahía Sur.